# Reiningue

Reiningue este o comună în departamentul Haut-Rhin din estul Franței. În 2009 avea o populație de 1.737 de locuitori.

## Evoluția populației
| An        | 1975  | 1982  | 1990  | 1999  | 2006  | 2009  |
| --------- | ----- | ----- | ----- | ----- | ----- | ----- |
| Populație | 1.759 | 1.701 | 1.683 | 1.630 | 1.696 | 1.737 |